# Козаково (Сернурський район)
Козако́во (рос. Казаково, марій. Кугу Пузо) — присілок у складі Сернурського району Марій Ел, Росія. Входить до складу Казанського сільського поселення.

## Населення
Населення — 23 особи (2010; 26 у 2002).
Національний склад (станом на 2002 рік):
- марі — 73 %
- росіяни — 27 %